# Tinodes maclachlani
Tinodes maclachlani är en nattsländeart som beskrevs av Douglas E. Kimmins 1966. Tinodes maclachlani ingår i släktet Tinodes och familjen tunnelnattsländor. Inga underarter finns listade i Catalogue of Life.

## Bildgalleri

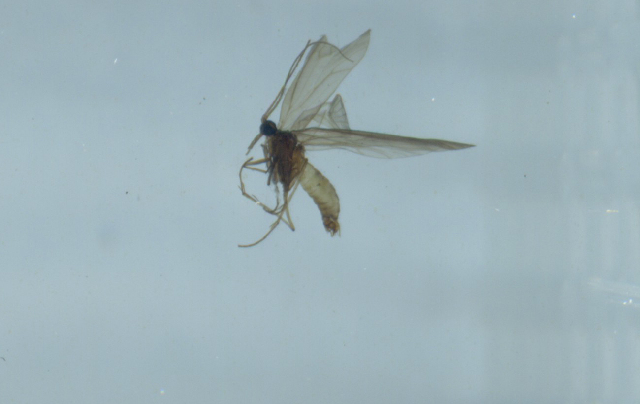